# Пата (Клуж)
Пата (рум. Pata) насеље је у Румунији у округу Клуж у општини Апахида. Oпштина се налази на надморској висини од 369 m.

## Становништво
Према подацима из 2002. године у насељу је живело 567 становника.

### Попис2002.
| Расподела становништва по националности 2002.‍ | Расподела становништва по националности 2002.‍ | Расподела становништва по националности 2002.‍ | Расподела становништва по националности 2002.‍ | Расподела становништва по националности 2002.‍ |
| --------------------------------------------- | --------------------------------------------- | --------------------------------------------- | --------------------------------------------- | --------------------------------------------- |
|                                               |                                               |                                               |                                               |                                               |
| Румуни                                        | Румуни                                        |                                               | 463                                           | 81,7%                                         |
| Мађари                                        | Мађари                                        |                                               | 98                                            | 17,3%                                         |
| Роми                                          | Роми                                          |                                               | 6                                             | 1,1%                                          |